# Liste der Fahnenträger der Olympischen Sommerspiele 2024
Die Liste der Fahnenträger der Olympischen Sommerspiele 2024 von Paris führt die Fahnenträger sowohl der Eröffnungsfeier am 26. Juli 2024 als auch der Schlussfeier am 11. August 2024 auf.
Die Eröffnungsfeier fand in der Pariser Innenstadt sowie auf der Seine statt und somit erstmals nicht in einem Stadion. Dementsprechend gab es keinen üblichen Einmarsch der Nationen mit den Athleten aller teilnehmenden Länder. Die Fahnenträger wurden entweder von ihrem jeweiligen Nationalen Olympischen Komitee (NOK) oder von den Athleten selbst bestimmt. Athleten aus Russland und Belarus, die in Teilen unter der Bezeichnung Individuelle Neutrale Athleten an den Start gehen, durften nicht an der Eröffnungszeremonie teilnehmen. Grund ist der russische Angriffskrieg in der Ukraine.

## Reihenfolge
Die griechische Mannschaft wurde traditionsgemäß als Nation der antiken und ersten modernen Olympischen Spiele als erste präsentiert, gefolgt vom Flüchtlings-Olympiateam, das sich aus Flüchtlingen aus mehreren Ländern zusammensetzt. Frankreich schloss als Gastgeberland den „Einmarsch“ der Nationen ab. Neu war, dass auf den beiden vorletzten Stellen Australien als Gastgeber der Olympischen Sommerspiele 2032, gefolgt von den Vereinigten Staaten als Gastgeber der Olympischen Sommerspiele 2028 antraten. Für die anderen Länder galt die alphabetische Reihenfolge in der Sprache der Gastgebernation, in diesem Fall also Französisch. Diese Reihenfolge entspricht sowohl der Tradition als auch den Statuten des Internationalen Olympischen Komitees (IOC).

## Liste der Fahnenträger
Nachfolgend führt eine Liste die Fahnenträger der Eröffnungs- und Schlussfeier aller teilnehmenden Nationen auf, sortiert nach der Abfolge ihres Einmarsches. Die Liste ist zudem sortierbar nach ihrem Staatsnamen, nach Ländercodes, nach Anzahl der Athleten, nach dem Nachnamen des Fahnenträgers und dessen Sportart.
| Abfolge | Nationalmannschaft                 | Kürzel | Athleten                    | Eröffnungsfeier             | Eröffnungsfeier             | Schlussfeier                    | Schlussfeier               |
| Abfolge | Nationalmannschaft                 | Kürzel | Athleten                    | Fahnenträger                | Sportart                    | Fahnenträger                    | Sportart                   |
| ------- | ---------------------------------- | ------ | --------------------------- | --------------------------- | --------------------------- | ------------------------------- | -------------------------- |
| 1       | Griechenland                       | GRE    | 77                          | Giannis Antetokounmpo       | Basketball                  | Evangelia Platanioti            | Synchronschwimmen          |
| 1       | Griechenland                       | GRE    | 77                          | Antigoni Drisbioti          | Leichtathletik              | Emmanouil Karalis               | Leichtathletik             |
| 2       | Refugee Olympic Team               | EOR    | 37                          | Cindy Ngamba                | Boxen                       | Farida Abaroge                  | Leichtathletik             |
| 2       | Refugee Olympic Team               | EOR    | 37                          | Yahya Al Ghotany            | Taekwondo                   | Kasra Mehdipournejad            | Taekwondo                  |
| 3       | Afghanistan                        | AFG    |                             | Fariba Hashimi              | Radsport                    | Yulduz Hashimi                  | Radsport                   |
| 3       | Afghanistan                        | AFG    | Sha Mahmood Noor Zahi       | Leichtathletik              | Sha Mahmood Noor Zahi       | Leichtathletik                  |                            |
| 4       | Südafrika                          | RSA    |                             | Caitlin Rooskrantz          | Turnen                      | Tatjana Smith                   | Schwimmen                  |
| 4       | Südafrika                          | RSA    | Akani Simbine               | Leichtathletik              |                             | Tatjana Smith                   | Schwimmen                  |
| 5       | Albanien                           | ALB    |                             | Kaltra Meça                 | Schwimmen                   | Islam Dudaev                    | Ringen                     |
| 5       | Albanien                           | ALB    | Zelimkhan Abakarov          | Ringen                      |                             | Islam Dudaev                    | Ringen                     |
| 6       | Algerien                           | ALG    |                             | Amina Belkadi               | Judo                        | Imane Khelif                    | Boxen                      |
| 6       | Algerien                           | ALG    | Yasser Triki                | Leichtathletik              | Djamel Sedjati              | Leichtathletik                  |                            |
| 7       | Deutschland                        | GER    | 463                         | Anna-Maria Wagner           | Judo                        | Laura Lindemann                 | Triathlon                  |
| 7       | Deutschland                        | GER    | 463                         | Dennis Schröder             | Basketball                  | Max Rendschmidt                 | Kanu                       |
| 8       | Andorra                            | AND    | 2                           | Mònica Dòria Vilarrubla     | Kanu                        | Nahuel Carabaña                 | Leichtathletik             |
| 8       | Andorra                            | AND    | 2                           | Nahuel Carabaña             | Leichtathletik              | Nahuel Carabaña                 | Leichtathletik             |
| 9       | Angola                             | ANG    |                             | Azenaide Carlos             | Handball                    | Edmilson Pedro                  | Judo                       |
| 10      | Antigua und Barbuda                | ATG    | 5                           | Joella Lloyd                | Leichtathletik              | Cejhae Greene                   | Leichtathletik             |
| 10      | Antigua und Barbuda                | ATG    | 5                           | Cejhae Greene               | Leichtathletik              | Cejhae Greene                   | Leichtathletik             |
| 11      | Saudi-Arabien                      | KSA    |                             | Dunya Abutaleb              | Taekwondo                   | Dunya Abutaleb                  | Taekwondo                  |
| 11      | Saudi-Arabien                      | KSA    | Ramzy al-Duhami             | Reiten                      | Mohamed Daouda Tolo         | Leichtathletik                  |                            |
| 12      | Argentinien                        | ARG    |                             | Rocío Sánchez Moccia        | Hockey                      | Eugenia Bosco                   | Segeln                     |
| 12      | Argentinien                        | ARG    | Luciano De Cecco            | Volleyball                  | José Torres Gil             | Radsport                        |                            |
| 13      | Armenien                           | ARM    | 12                          | Warsenik Manutscharjan      | Schwimmen                   | Artur Aleksanjan                | Ringen                     |
| 13      | Armenien                           | ARM    | 12                          | Dawit Tschalojan            | Boxen                       | Artur Aleksanjan                | Ringen                     |
| 14      | Aruba                              | ARU    |                             | Chloë Farro                 | Schwimmen                   | Shanayah Howell                 | Radsport                   |
| 14      | Aruba                              | ARU    | Mikel Schreuders            | Schwimmen                   | Ethan Westera               | Segeln                          |                            |
| 15      | Österreich                         | AUT    | 81                          | Michaela Polleres           | Judo                        | Lara Vadlau                     | Segeln                     |
| 15      | Österreich                         | AUT    | 81                          | Felix Oschmautz             | Kanu                        | Lukas Mähr                      | Segeln                     |
| 16      | Aserbaidschan                      | AZE    | 45                          | Gültac Məmmədəliyeva        | Judo                        | Zeynab Hummatova                | Rhythmische Sportgymnastik |
| 16      | Aserbaidschan                      | AZE    | 45                          | Məhəmməd Abdullayev         | Boxen                       | Gashim Magomedov                | Taekwondo                  |
| 17      | Bahamas                            | BAH    |                             | Devynne Charlton            | Leichtathletik              | Charisma Taylor                 | Leichtathletik             |
| 17      | Bahamas                            | BAH    | Steven Gardiner             | Leichtathletik              |                             | Charisma Taylor                 | Leichtathletik             |
| 18      | Bahrain                            | BRN    |                             | Amani Al-Obaidli            | Schwimmen                   | Achmed Taschudinow              | Ringen                     |
| 18      | Bahrain                            | BRN    | Saud Ghali                  | Schwimmen                   |                             | Achmed Taschudinow              | Ringen                     |
| 19      | Bangladesch                        | BAN    |                             | Sonia Khatun                | Schwimmen                   | Volunteer                       | Volunteer                  |
| 19      | Bangladesch                        | BAN    | Sagor Islam                 | Bogenschießen               |                             | Volunteer                       | Volunteer                  |
| 20      | Barbados                           | BAR    |                             | Sada Williams               | Leichtathletik              | Matthew Wright                  | Triathlon                  |
| 20      | Barbados                           | BAR    | Jack Kirby                  | Schwimmen                   |                             | Matthew Wright                  | Triathlon                  |
| 21      | Belgien                            | BEL    | 150                         | Emma Meesseman              | Basketball                  | Nafissatou Thiam                | Leichtathletik             |
| 21      | Belgien                            | BEL    | 150                         | Jérôme Guery                | Reiten                      | Nafissatou Thiam                | Leichtathletik             |
| 22      | Belize                             | BIZ    |                             | Shaun Gill                  | Leichtathletik              | Shaun Gill                      | Leichtathletik             |
| 23      | Benin                              | BEN    | 5                           | Noélie Yarigo               | Leichtathletik              | Noélie Yarigo                   | Leichtathletik             |
| 23      | Benin                              | BEN    | 5                           | Valentin Houinato           | Judo                        | Alexis Kpadé                    | Schwimmen                  |
| 24      | Bermuda                            | BER    |                             | Adriana Penruddocke         | Segeln                      | Dara Alizadeh                   | Rudern                     |
| 24      | Bermuda                            | BER    | Jah-Nhai Perinchief         | Leichtathletik              |                             | Dara Alizadeh                   | Rudern                     |
| 25      | Bhutan                             | BHU    |                             | Kinzang Lhamo               | Leichtathletik              | Kinzang Lhamo                   | Leichtathletik             |
| 25      | Bhutan                             | BHU    | Sangay Tenzin               | Schwimmen                   |                             | Kinzang Lhamo                   | Leichtathletik             |
| 26      | Bolivien                           | BOL    |                             | María José Ribera           | Schwimmen                   | Guadalupe Tórrez                | Leichtathletik             |
| 26      | Bolivien                           | BOL    | Héctor Garibay              | Leichtathletik              | Héctor Garibay              | Leichtathletik                  |                            |
| 27      | Bosnien und Herzegowina            | BIH    | 5                           | Larisa Cerić                | Judo                        | Lana Pudar                      | Schwimmen                  |
| 27      | Bosnien und Herzegowina            | BIH    | 5                           | Mesud Pezer                 | Leichtathletik              | Lana Pudar                      | Schwimmen                  |
| 28      | Botswana                           | BOT    |                             | Maxine Egner                | Schwimmen                   | Oratile Nowe                    | Leichtathletik             |
| 28      | Botswana                           | BOT    | Letsile Tebogo              | Leichtathletik              | Letsile Tebogo              | Leichtathletik                  |                            |
| 29      | Brasilien                          | BRA    |                             | Raquel Kochhann             | Rugby                       | Ana Patrícia Silva Ramos        | Beachvolleyball            |
| 29      | Brasilien                          | BRA    | Isaquias Queiroz            | Kanu                        | Eduarda Santos Lisboa       | Beachvolleyball                 |                            |
| 30      | Brunei                             | BRU    |                             | Hayley Wong                 | Schwimmen                   | Hayley Wong                     | Schwimmen                  |
| 30      | Brunei                             | BRU    | Zeke Chan                   | Schwimmen                   |                             | Hayley Wong                     | Schwimmen                  |
| 31      | Bulgarien                          | BUL    | 42                          | Stanimira Petrowa           | Boxen                       | Borjana Kalejn                  | Rhythmische Sportgymnastik |
| 31      | Bulgarien                          | BUL    | 42                          | Ljubomir Epitropow          | Schwimmen                   | Semen Nowikow                   | Ringen                     |
| 32      | Burkina Faso                       | BUR    |                             | Marthe Koala                | Leichtathletik              | Marthe Koala                    | Leichtathletik             |
| 32      | Burkina Faso                       | BUR    | Hugues Fabrice Zango        | Leichtathletik              | Hugues Fabrice Zango        | Leichtathletik                  |                            |
| 33      | Burundi                            | BDI    |                             | Ange Ciella Niragira        | Judo                        | Ange Ciella Niragira            | Judo                       |
| 33      | Burundi                            | BDI    | Belly-Crésus Ganira         | Schwimmen                   |                             | Ange Ciella Niragira            | Judo                       |
| 34      | Kap Verde                          | CPV    |                             | Djamila Silva               | Judo                        | Ivanusa Moreira                 | Boxen                      |
| 34      | Kap Verde                          | CPV    | Daniel de Pina              | Boxen                       | Samuel Freire               | Leichtathletik                  |                            |
| 35      | Cayman Islands                     | CAY    |                             | Charlotte Webster           | Segeln                      | Volunteer                       | Volunteer                  |
| 35      | Cayman Islands                     | CAY    | Jordan Crooks               | Schwimmen                   |                             | Volunteer                       | Volunteer                  |
| 36      | Kambodscha                         | CAM    |                             | Apsara Katarina Sakbum      | Schwimmen                   | Apsara Katarina Sakbum          | Schwimmen                  |
| 36      | Kambodscha                         | CAM    | Chhun Bunthorn              | Leichtathletik              | Chhun Bunthorn              | Leichtathletik                  |                            |
| 37      | Kamerun                            | CMR    | 6                           | Richelle Anita Soppi Mbella | Judo                        | Richelle Anita Soppi Mbella     | Judo                       |
| 37      | Kamerun                            | CMR    | 6                           | Emmanuel Eseme              | Leichtathletik              | Emmanuel Eseme                  | Leichtathletik             |
| 38      | Kanada                             | CAN    |                             | Maude Charron               | Gewichtheben                | Summer McIntosh                 | Schwimmen                  |
| 38      | Kanada                             | CAN    | Andre De Grasse             | Leichtathletik              | Ethan Katzberg              | Leichtathletik                  |                            |
| 39      | Zentralafrikanische Republik       | CAF    |                             | Nadia Guimendego            | Judo                        | Tracy Andet                     | Schwimmen                  |
| 39      | Zentralafrikanische Republik       | CAF    | Terence Tengué              | Schwimmen                   | Hervé Toumandji             | Leichtathletik                  |                            |
| 40      | Chile                              | CHI    |                             | Antonia Abraham             | Rudern                      | Fernanda Aguirre                | Taekwondo                  |
| 40      | Chile                              | CHI    | Nicolás Jarry               | Tennis                      | Clemente Seguel             | Segeln                          |                            |
| 41      | Volksrepublik China                | CHN    |                             | Feng Yu                     | Synchronschwimmen           | Ou Zixia                        | Hockey                     |
| 41      | Volksrepublik China                | CHN    | Ma Long                     | Tischtennis                 | Li Fabin                    | Gewichtheben                    |                            |
| 42      | Zypern                             | CYP    | 15                          | Elena Kulichenko            | Leichtathletik              | Vera Tugolukova                 | Rhythmische Sportgymnastik |
| 42      | Zypern                             | CYP    | 15                          | Milan Traikovits            | Leichtathletik              | Vera Tugolukova                 | Rhythmische Sportgymnastik |
| 43      | Kolumbien                          | COL    | 80                          | Flor Ruíz                   | Leichtathletik              | Mariana Pajón                   | Radsport                   |
| 43      | Kolumbien                          | COL    | 80                          | Kevin Quintero              | Radsport                    | Mariana Pajón                   | Radsport                   |
| 44      | Komoren                            | COM    | 4                           | Maesha Saadi                | Schwimmen                   | Maesha Saadi                    | Schwimmen                  |
| 44      | Komoren                            | COM    | 4                           | Hachim Maaroufou            | Leichtathletik              | Hachim Maaroufou                | Leichtathletik             |
| 45      | Republik Kongo                     | CGO    | 5                           | Natacha Ngoye Akamabi       | Leichtathletik              | Natacha Ngoye Akamabi           | Leichtathletik             |
| 45      | Republik Kongo                     | CGO    | 5                           | Freddy Mayala               | Schwimmen                   | Natacha Ngoye Akamabi           | Leichtathletik             |
| 46      | Demokratische Republik Kongo       | COD    |                             | Brigitte Mbabi              | Boxen                       | Brigitte Mbabi                  | Boxen                      |
| 46      | Demokratische Republik Kongo       | COD    | Dominique Lasconi Mulamba   | Leichtathletik              |                             | Brigitte Mbabi                  | Boxen                      |
| 47      | Cookinseln                         | COK    |                             | Lanihei Connolly            | Schwimmen                   | Lanihei Connolly                | Schwimmen                  |
| 47      | Cookinseln                         | COK    | Alex Beddoes                | Leichtathletik              |                             | Lanihei Connolly                | Schwimmen                  |
| 48      | Südkorea                           | KOR    |                             | Kim Seo-yeong               | Schwimmen                   | Im Ae-ji                        | Boxen                      |
| 48      | Südkorea                           | KOR    | Woo Sang-hyeok              | Leichtathletik              | Park Tae-joon               | Taekwondo                       |                            |
| 49      | Costa Rica                         | CRC    |                             | Milagro Mena                | Radsport                    | Milagro Mena                    | Radsport                   |
| 49      | Costa Rica                         | CRC    | Gerald Drummond             | Leichtathletik              | Gerald Drummond             | Leichtathletik                  |                            |
| 50      | Elfenbeinküste                     | CIV    | 13                          | Marie-Josée Ta Lou-Smith    | Leichtathletik              | Maboundou Koné                  | Leichtathletik             |
| 50      | Elfenbeinküste                     | CIV    | 13                          | Cheick Sallah Cissé         | Taekwondo                   | Cheick Sallah Cissé             | Taekwondo                  |
| 51      | Kroatien                           | CRO    | 64                          | Barbara Matić               | Judo                        | Lena Stojković                  | Taekwondo                  |
| 51      | Kroatien                           | CRO    | 64                          | Giovanni Cernogoraz         | Schießen                    | Ivan Šapina                     | Taekwondo                  |
| 52      | Kuba                               | CUB    |                             | Idalys Ortíz                | Judo                        | Yarisleidis Cirilo              | Kanu                       |
| 52      | Kuba                               | CUB    | Julio César La Cruz         | Boxen                       | Mijaín López                | Ringen                          |                            |
| 53      | Dänemark                           | DEN    | 121                         | Niklas Landin               | Handball                    | Helena Rosendahl Bach           | Schwimmen                  |
| 53      | Dänemark                           | DEN    | 121                         | Anne-Marie Rindom           | Segeln                      | Turpal Bisultanov               | Ringen                     |
| 54      | Dschibuti                          | DJI    |                             | Samiyah Hassan Nour         | Leichtathletik              | Hassan Bouh Ibrahim             | Leichtathletik             |
| 54      | Dschibuti                          | DJI    | Mohamed Ismail Ibrahim      | Leichtathletik              |                             | Hassan Bouh Ibrahim             | Leichtathletik             |
| 55      | Dominikanische Republik            | DOM    | 49                          | Marileidy Paulino           | Leichtathletik              | Beatriz Pirón                   | Gewichtheben               |
| 55      | Dominikanische Republik            | DOM    | 49                          | Audrys Nin Reyes            | Turnen                      | Alexander Ogando                | Leichtathletik             |
| 56      | Dominica                           | DMA    |                             | Thea LaFond                 | Leichtathletik              | Thea LaFond                     | Leichtathletik             |
| 56      | Dominica                           | DMA    | Dennick Luke                | Leichtathletik              |                             | Thea LaFond                     | Leichtathletik             |
| 57      | Ägypten                            | EGY    |                             | Sara Ahmed                  | Gewichtheben                | Sara Ahmed                      | Gewichtheben               |
| 57      | Ägypten                            | EGY    | Ahmed El-Gendy              | Moderner Fünfkampf          | Ahmed El-Gendy              | Moderner Fünfkampf              |                            |
| 58      | El Salvador                        | ESA    |                             | Celina Márquez              | Schwimmen                   | Volunteer                       | Volunteer                  |
| 58      | El Salvador                        | ESA    | Uriel Canjura               | Badminton                   |                             | Volunteer                       | Volunteer                  |
| 59      | Vereinigte Arabische Emirate       | UAE    | 14                          | Omar al-Marzooqi            | Reiten                      | Volunteer                       | Volunteer                  |
| 59      | Vereinigte Arabische Emirate       | UAE    | 14                          | Safiya Al Sayegh            | Radsport                    | Volunteer                       | Volunteer                  |
| 60      | Ecuador                            | ECU    |                             | Neisi Dajomes               | Gewichtheben                | Lucía Yépez                     | Ringen                     |
| 60      | Ecuador                            | ECU    | Brian Pintado               | Leichtathletik              | Brian Pintado               | Leichtathletik                  |                            |
| 61      | Eritrea                            | ERI    |                             | Christina Rach              | Schwimmen                   | Dolshi Tesfu                    | Leichtathletik             |
| 61      | Eritrea                            | ERI    | Biniam Girmay               | Radsport                    | Samsom Amare                | Leichtathletik                  |                            |
| 62      | Spanien                            | ESP    |                             | Támara Echegoyen            | Segeln                      | Marta Pérez                     | Leichtathletik             |
| 62      | Spanien                            | ESP    | Marcus Walz                 | Kanu                        | Jordan Díaz                 | Leichtathletik                  |                            |
| 63      | Estland                            | EST    | 22                          | Reena Pärnat                | Bogenschießen               | Reena Pärnat                    | Bogenschießen              |
| 63      | Estland                            | EST    | 22                          | Klen-Kristofer Kaljulaid    | Judo                        | Janek Õiglane                   | Leichtathletik             |
| 64      | Eswatini                           | SWZ    |                             | Hayley Hoy                  | Schwimmen                   | Sibusiso Matsenjwa              | Leichtathletik             |
| 64      | Eswatini                           | SWZ    | Chadd Ning                  | Schwimmen                   |                             | Sibusiso Matsenjwa              | Leichtathletik             |
| 65      | Äthiopien                          | ETH    |                             | Lina Alemayehu Selo         | Schwimmen                   | Tigist Assefa                   | Leichtathletik             |
| 65      | Äthiopien                          | ETH    | Misgana Wakuma Fekansa      | Leichtathletik              | Tamirat Tola                | Leichtathletik                  |                            |
| 66      | Fidschi                            | FIJ    |                             | Raijeli Daveua              | Rugby                       | Venice Traill                   | Taekwondo                  |
| 66      | Fidschi                            | FIJ    | Viliame Ratulu              | Segeln                      | David Young                 | Schwimmen                       |                            |
| 67      | Finnland                           | FIN    | 38                          | Sinem Kurtbay               | Segeln                      | Saga Vanninen                   | Leichtathletik             |
| 67      | Finnland                           | FIN    | 38                          | Eetu Kallioinen             | Schießen                    | Saga Vanninen                   | Leichtathletik             |
| 68      | Gabun                              | GAB    |                             | Noélie Lacour               | Schwimmen                   | Noélie Lacour                   | Schwimmen                  |
| 68      | Gabun                              | GAB    | Franck Wissy Hoye           | Leichtathletik              | Franck Wissy Hoye           | Leichtathletik                  |                            |
| 69      | Gambia                             | GAM    |                             | Gina Bass Bittaye           | Leichtathletik              | Gina Bass Bittaye               | Leichtathletik             |
| 69      | Gambia                             | GAM    | Faye Njie                   | Judo                        | Alasan Ann                  | Taekwondo                       |                            |
| 70      | Georgien                           | GEO    | 26                          | Nino Salukwadse             | Schießen                    | Geno Petriaschwili              | Ringen                     |
| 70      | Georgien                           | GEO    | 26                          | Lascha Talachadse           | Gewichtheben                | Geno Petriaschwili              | Ringen                     |
| 71      | Ghana                              | GHA    |                             | Rose Yeboah                 | Leichtathletik              | Rose Yeboah                     | Leichtathletik             |
| 71      | Ghana                              | GHA    | Joseph Paul Amoah           | Leichtathletik              | Joseph Paul Amoah           | Leichtathletik                  |                            |
| 72      | Großbritannien                     | GBR    | 310                         | Helen Glover                | Rudern                      | Bryony Page                     | Trampolinturnen            |
| 72      | Großbritannien                     | GBR    | 310                         | Tom Daley                   | Wasserspringen              | Alex Yee                        | Triathlon                  |
| 73      | Grenada                            | GRN    | 6                           | Tilly Collymore             | Schwimmen                   | Halle Hazzard                   | Leichtathletik             |
| 73      | Grenada                            | GRN    | 6                           | Lindon Victor               | Leichtathletik              | Kirani James                    | Leichtathletik             |
| 74      | Guam                               | GUM    |                             | Rckaela Aquino              | Ringen                      | Mia Aquino                      | Ringen                     |
| 74      | Guam                               | GUM    | Joseph Green                | Leichtathletik              |                             | Mia Aquino                      | Ringen                     |
| 75      | Guatemala                          | GUA    |                             | Waleska Soto                | Schießen                    | Adriana Ruano                   | Schießen                   |
| 75      | Guatemala                          | GUA    | Kevin Cordón                | Badminton                   | Alberto González Mindez     | Leichtathletik                  |                            |
| 76      | Guinea                             | GUI    |                             | Fatoumata Sylla             | Bogenschießen               | Fatoumata Sylla                 | Bogenschießen              |
| 76      | Guinea                             | GUI    | Naby Keïta                  | Fußball                     | Elhadj Diallo               | Schwimmen                       |                            |
| 77      | Guinea-Bissau                      | GBS    | 38                          | Diamantino Iuna Fafé        | Ringen                      | Diamantino Iuna Fafé            | Ringen                     |
| 78      | Äquatorialguinea                   | GEQ    |                             | Sefora Ada Eto              | Leichtathletik              | Volunteer                       | Volunteer                  |
| 78      | Äquatorialguinea                   | GEQ    | Higinio Ndong Obama         | Schwimmen                   |                             | Volunteer                       | Volunteer                  |
| 79      | Guyana                             | GUY    |                             | Chelsea Edghill             | Tischtennis                 | Aliyah Abrams                   | Leichtathletik             |
| 79      | Guyana                             | GUY    | Emanuel Archibald           | Leichtathletik              | Emanuel Archibald           | Leichtathletik                  |                            |
| 80      | Haiti                              | HAI    | 7                           | Lynnzee Brown               | Turnen                      | Emelia Chatfield                | Leichtathletik             |
| 80      | Haiti                              | HAI    | 7                           | Philippe-Abel Metellus      | Judo                        | Cédrick Belony Duliepre         | Boxen                      |
| 81      | Honduras                           | HON    | 4                           | Julimar Ávila               | Schwimmen                   | Julimar Ávila                   | Schwimmen                  |
| 81      | Honduras                           | HON    | 4                           | Kevin Mejía                 | Ringen                      | Kevin Mejía                     | Ringen                     |
| 82      | Hongkong                           | HKG    |                             | Siobhan Bernadette Haughey  | Schwimmen                   | Lee Sze-wing                    | Radsport                   |
| 82      | Hongkong                           | HKG    | Cheung Ka Long              | Fechten                     | Lo Wai Fung                 | Taekwondo                       |                            |
| 83      | Ungarn                             | HUN    |                             | Blanka Böde-Bíró            | Handball                    | Tamara Csipes                   | Kanu                       |
| 83      | Ungarn                             | HUN    | Krisztián Tóth              | Judo                        | Kristóf Milák               | Schwimmen                       |                            |
| 84      | Indien                             | IND    | 102                         | P. V. Sindhu                | Badminton                   | Manu Bhaker                     | Schießen                   |
| 84      | Indien                             | IND    | 102                         | Sharath Kamal               | Tischtennis                 | Sreejesh Parattu Raveendran     | Hockey                     |
| 85      | Indonesien                         | INA    |                             | Maryam March Maharani       | Judo                        | Rizki Juniansyah                | Gewichtheben               |
| 85      | Indonesien                         | INA    | Bernard van Aert            | Radsport                    |                             | Rizki Juniansyah                | Gewichtheben               |
| 86      | Iran                               | IRN    |                             | Neda Shahsavari             | Tischtennis                 | Fatemeh Mojallal                | Rudern                     |
| 86      | Iran                               | IRN    | Mahdi Olfati                | Turnen                      | Arian Salimi                | Taekwondo                       |                            |
| 87      | Irak                               | IRQ    |                             | Ali Ammar Rubaiawi          | Gewichtheben                | Ali Ammar Rubaiawi              | Gewichtheben               |
| 88      | Irland                             | IRL    | 121                         | Sarah Lavin                 | Leichtathletik              | Mona McSharry                   | Schwimmen                  |
| 88      | Irland                             | IRL    | 121                         | Shane Lowry                 | Golf                        | Fintan McCarthy                 | Rudern                     |
| 89      | Island                             | ISL    | 3                           | Edda Hannesdóttir           | Triathlon                   | Erna Sóley Gunnarsdóttir        | Leichtathletik             |
| 89      | Island                             | ISL    | 3                           | Hákon Svavarsson            | Schießen                    | Erna Sóley Gunnarsdóttir        | Leichtathletik             |
| 90      | Israel                             | ISR    | 86                          | Andrea Murez                | Schwimmen                   | Romi Paritzki                   | Rhythmische Sportgymnastik |
| 90      | Israel                             | ISR    | 86                          | Peter Paltchik              | Judo                        | Tom Reuveny                     | Segeln                     |
| 91      | Italien                            | ITA    | 348                         | Arianna Errigo              | Fechten                     | Rossella Fiamingo               | Fechten                    |
| 91      | Italien                            | ITA    | 348                         | Gianmarco Tamberi           | Leichtathletik              | Gregorio Paltrinieri            | Schwimmen                  |
| 92      | Jamaika                            | JAM    |                             | Shanieka Ricketts           | Leichtathletik              | Rajindra Campbell               | Leichtathletik             |
| 92      | Jamaika                            | JAM    | Josh Kirlew                 | Schwimmen                   |                             | Rajindra Campbell               | Leichtathletik             |
| 93      | Japan                              | JPN    |                             | Misaki Emura                | Fechten                     | Haruka Kitaguchi                | Leichtathletik             |
| 93      | Japan                              | JPN    | Shigeyuki Nakarai           | Breaking                    | Shigeyuki Nakarai           | Breaking                        |                            |
| 94      | Jordanien                          | JOR    |                             | Rama Abu Al-Rub             | Taekwondo                   | Julyana Al-Sadeq                | Taekwondo                  |
| 94      | Jordanien                          | JOR    | Saleh Al-Sharabaty          | Taekwondo                   | Zaid Kareem                 | Taekwondo                       |                            |
| 95      | Kasachstan                         | KAZ    |                             | Olga Safronowa              | Leichtathletik              | Elschana Tanijewa               | Rhythmische Sportgymnastik |
| 95      | Kasachstan                         | KAZ    | Aslanbek Schymbergenow      | Boxen                       | Batyrchan Töleughali        | Taekwondo                       |                            |
| 96      | Kenia                              | KEN    |                             | Triza Atuka                 | Volleyball                  | Eliud Kipchoge                  | Leichtathletik             |
| 96      | Kenia                              | KEN    | Ferdinand Omanyala          | Leichtathletik              |                             | Eliud Kipchoge                  | Leichtathletik             |
| 97      | Kirgisistan                        | KGZ    |                             | Jelisaweta Petscherskich    | Schwimmen                   | Aissuluu Tynybekowa             | Ringen                     |
| 97      | Kirgisistan                        | KGZ    | Erlan Scherow               | Judo                        | Akdschol Machmudow          | Ringen                          |                            |
| 98      | Kiribati                           | KIR    |                             | Nera Tiebwa                 | Judo                        | Kaimauri Erati                  | Gewichtheben               |
| 98      | Kiribati                           | KIR    | Kaimauri Erati              | Gewichtheben                |                             | Kaimauri Erati                  | Gewichtheben               |
| 99      | Kosovo                             | KOS    | 6                           | Nora Gjakova                | Judo                        | Gresa Bakraci                   | Leichtathletik             |
| 99      | Kosovo                             | KOS    | 6                           | Akil Gjakova                | Judo                        | Adell Sabovic                   | Schwimmen                  |
| 100     | Kuwait                             | KUW    |                             | Saad Al-Faqan               | Rudern                      | Volunteer                       | Volunteer                  |
| 100     | Kuwait                             | KUW    | Yousef al-Shamlan           | Fechten                     |                             | Volunteer                       | Volunteer                  |
| 101     | Laos                               | LAO    |                             | Silina Pha Aphay            | Leichtathletik              | Praewa Misato Philaphandeth     | Rhythmische Sportgymnastik |
| 101     | Laos                               | LAO    | Steven Insixiengmay         | Schwimmen                   |                             | Praewa Misato Philaphandeth     | Rhythmische Sportgymnastik |
| 102     | Lesotho                            | LES    |                             | Michelle Tau                | Taekwondo                   | Mokulubete Blandina Makatisi    | Leichtathletik             |
| 102     | Lesotho                            | LES    | Tebello Ramakongoana        | Leichtathletik              | Tebello Ramakongoana        | Leichtathletik                  |                            |
| 103     | Lettland                           | LAT    | 18                          | Tīna Graudiņa               | Beachvolleyball             | Gunta Vaičule                   | Leichtathletik             |
| 103     | Lettland                           | LAT    | 18                          | Nauris Miezis               | Basketball                  | Ernests Zēbolds                 | Radsport                   |
| 104     | Libanon                            | LIB    |                             | Laetitia Aoun               | Taekwondo                   | Laetitia Aoun                   | Taekwondo                  |
| 104     | Libanon                            | LIB    | Simon Doueihy               | Schwimmen                   |                             | Laetitia Aoun                   | Taekwondo                  |
| 105     | Liberia                            | LBR    |                             | Mek Almukhtar               | Schwimmen                   | John Sherman                    | Leichtathletik             |
| 105     | Liberia                            | LBR    | Mohamed Bukrah              | Rudern                      |                             | John Sherman                    | Leichtathletik             |
| 106     | Libyen                             | LBA    | 4                           | Mek Almukhtar               | Schwimmen                   | Volunteer                       | Volunteer                  |
| 106     | Libyen                             | LBA    | 4                           | Ahmed Abuzriba              | Gewichtheben                | Volunteer                       | Volunteer                  |
| 107     | Liechtenstein                      | LIE    |                             | Romano Püntener             | Radsport                    | Volunteer                       | Volunteer                  |
| 108     | Litauen                            | LTU    | 42                          | Justina Vanagaitė           | Reiten                      | Dominika Banevič                | Breaking                   |
| 108     | Litauen                            | LTU    | 42                          | Rytis Jasiūnas              | Segeln                      | Dominika Banevič                | Breaking                   |
| 109     | Luxemburg                          | LUX    | 11                          | Ni Xialian                  | Tischtennis                 | Patrizia van der Weken          | Leichtathletik             |
| 109     | Luxemburg                          | LUX    | 11                          | Bob Bertemes                | Leichtathletik              | Patrizia van der Weken          | Leichtathletik             |
| 110     | Nordmazedonien                     | MKD    | 3                           | Mila Reljić                 | Taekwondo                   | Volunteer                       | Volunteer                  |
| 110     | Nordmazedonien                     | MKD    | 3                           | Dario Ivanovski             | Leichtathletik              | Volunteer                       | Volunteer                  |
| 111     | Madagaskar                         | MAD    |                             | Rosinah Randafiarison       | Gewichtheben                | Rosinah Randafiarison           | Gewichtheben               |
| 111     | Madagaskar                         | MAD    | Fabio Rakotoarimanana       | Tischtennis                 | Jonathan Raharvel           | Schwimmen                       |                            |
| 112     | Malaysia                           | MAS    |                             | Nur Shazrin Mohamad Latif   | Segeln                      | Ashley Lau                      | Golf                       |
| 112     | Malaysia                           | MAS    | Bertrand Rhodict Lises      | Wasserspringen              |                             | Ashley Lau                      | Golf                       |
| 113     | Malawi                             | MAW    |                             | Asimenye Simwaka            | Leichtathletik              | Volunteer                       | Volunteer                  |
| 113     | Malawi                             | MAW    | Filipe Gomes                | Schwimmen                   |                             | Volunteer                       | Volunteer                  |
| 114     | Malediven                          | MDV    |                             | Fathimath Dheema Ali        | Tischtennis                 | Aishath Ulya Shaig              | Schwimmen                  |
| 114     | Malediven                          | MDV    | Ibadhulla Adam              | Leichtathletik              | Mohamed Aan Hussain         | Schwimmen                       |                            |
| 115     | Mali                               | MLI    |                             | Marine Camara               | Boxen                       | Marine Camara                   | Boxen                      |
| 115     | Mali                               | MLI    | Alexien Kouma               | Schwimmen                   | Alexien Kouma               | Schwimmen                       |                            |
| 116     | Malta                              | MLT    | 5                           | Sasha Gatt                  | Schwimmen                   | Katryna Esposito                | Judo                       |
| 116     | Malta                              | MLT    | 5                           | Gianluca Chetcuti           | Schießen                    | Katryna Esposito                | Judo                       |
| 117     | Marokko                            | MAR    |                             | Ines Laklalech              | Golf                        | Oumaima El-Bouchti              | Taekwondo                  |
| 117     | Marokko                            | MAR    | Yessin Rahmouni             | Reiten                      | Bilal Mallakh               | Breaking                        |                            |
| 118     | Marshallinseln                     | MHL    |                             | Mathlynn Sasser             | Gewichtheben                | Mathlynn Sasser                 | Gewichtheben               |
| 118     | Marshallinseln                     | MHL    | William Reed                | Leichtathletik              | Phillip Kinono              | Schwimmen                       |                            |
| 119     | Mauritius                          | MRI    |                             | Aurélie Halbwachs           | Radsport                    | Jean de Falbaire                | Segeln                     |
| 119     | Mauritius                          | MRI    | Jean Gael Laurent L’Entete  | Triathlon                   |                             | Jean de Falbaire                | Segeln                     |
| 120     | Mauretanien                        | MTN    |                             | Salam Bouha Ahamdy          | Leichtathletik              | Volunteer                       | Volunteer                  |
| 120     | Mauretanien                        | MTN    | Camil Ould Doua             | Schwimmen                   |                             | Volunteer                       | Volunteer                  |
| 121     | Mexiko                             | MEX    |                             | Alejandra Orozco            | Wasserspringen              | Nuria Diosdado                  | Synchronschwimmen          |
| 121     | Mexiko                             | MEX    | Emiliano Hernández          | Moderner Fünfkampf          | Marco Verde                 | Boxen                           |                            |
| 122     | Föderierte Staaten von Mikronesien | FSM    |                             | Kestra Kihleng              | Schwimmen                   | Volunteer                       | Volunteer                  |
| 122     | Föderierte Staaten von Mikronesien | FSM    | Tasi Limtiaco               | Schwimmen                   |                             | Volunteer                       | Volunteer                  |
| 123     | Moldau                             | MDA    | 18                          | Alexandra Mîrca             | Bogenschießen               | Anastasia Nichita               | Ringen                     |
| 123     | Moldau                             | MDA    | 18                          | Dan Olaru                   | Bogenschießen               | Serghei Tarnovschi              | Kanu                       |
| 124     | Monaco                             | MON    | 6                           | Lisa Pou                    | Schwimmen                   | Lisa Pou                        | Schwimmen                  |
| 124     | Monaco                             | MON    | 6                           | Théo Druenne                | Schwimmen                   | Quentin Antognelli              | Rudern                     |
| 125     | Mongolei                           | MGL    |                             | Ojuuntsetseg Jesügen        | Boxen                       | Mönchdschantsangiin Anchtsetseg | Gewichtheben               |
| 125     | Mongolei                           | MGL    | Bat-Otschiryn Ser-Od        | Leichtathletik              | Tulga Tumur Ochir           | Ringen                          |                            |
| 126     | Montenegro                         | MNE    | 16                          | Danka Kovinić               | Tennis                      | Volunteer                       | Volunteer                  |
| 126     | Montenegro                         | MNE    | 16                          | Milivoj Dukić               | Segeln                      | Volunteer                       | Volunteer                  |
| 127     | Mosambik                           | MOZ    | 7                           | Alcinda Panguana            | Boxen                       | Deizy Nhaquile                  | Segeln                     |
| 127     | Mosambik                           | MOZ    | 7                           | Matthew Lawrence            | Schwimmen                   | Tiago Muxanga                   | Boxen                      |
| 128     | Myanmar                            | MYA    |                             | Thet Htar Thuzar            | Badminton                   | Thet Htar Thuzar                | Badminton                  |
| 128     | Myanmar                            | MYA    | Phone Pyae Han              | Schwimmen                   | Phone Pyae Han              | Schwimmen                       |                            |
| 129     | Namibia                            | NAM    |                             | Vera Looser                 | Radsport                    | Helalia Johannes                | Leichtathletik             |
| 129     | Namibia                            | NAM    | Alex Miller                 | Radsport                    | Phillip Seidler             | Schwimmen                       |                            |
| 130     | Nauru                              | NRU    |                             | Winzar Kakiouea             | Leichtathletik              | Winzar Kakiouea                 | Leichtathletik             |
| 131     | Nepal                              | NEP    |                             | Manita Shrestha Pradhan     | Judo                        | Santoshi Shrestha               | Leichtathletik             |
| 131     | Nepal                              | NEP    | Santu Shrestha              | Tischtennis                 |                             | Santoshi Shrestha               | Leichtathletik             |
| 132     | Nicaragua                          | NCA    | 7                           | Izayana Marenco             | Judo                        | María Carmona                   | Leichtathletik             |
| 132     | Nicaragua                          | NCA    | 7                           | Gerald Hernández            | Schwimmen                   | María Carmona                   | Leichtathletik             |
| 133     | Niger                              | NIG    |                             | Samira Awali Boubacar       | Leichtathletik              | Samira Awali Boubacar           | Leichtathletik             |
| 133     | Niger                              | NIG    | Abdoulrazak Issoufou Alfaga | Taekwondo                   | Abdoulrazak Issoufou Alfaga | Taekwondo                       |                            |
| 134     | Nigeria                            | NGR    |                             | Tobi Amusan                 | Leichtathletik              | Patience Okon George            | Leichtathletik             |
| 134     | Nigeria                            | NGR    | Anuoluwapo Juwon Opeyori    | Badminton                   |                             | Patience Okon George            | Leichtathletik             |
| 135     | Norwegen                           | NOR    | 96                          | Katrine Lunde Haraldsen     | Handball                    | Solfrid Koanda                  | Gewichtheben               |
| 135     | Norwegen                           | NOR    | 96                          | Christian Sørum             | Beachvolleyball             | Solfrid Koanda                  | Gewichtheben               |
| 136     | Neuseeland                         | NZL    |                             | Jo Aleh                     | Segeln                      | Lisa Carrington                 | Kanu                       |
| 136     | Neuseeland                         | NZL    | Aaron Gate                  | Radsport                    | Finn Butcher                | Kanu                            |                            |
| 137     | Oman                               | OMA    |                             | Mazoon al-Alawi             | Leichtathletik              | Volunteer                       | Volunteer                  |
| 137     | Oman                               | OMA    | Ali Anwar Ali al-Balushi    | Leichtathletik              |                             | Volunteer                       | Volunteer                  |
| 138     | Uganda                             | UGA    |                             | Gloria Muzito               | Schwimmen                   | Kathleen Noble                  | Rudern                     |
| 138     | Uganda                             | UGA    | Charles Kagimu              | Radsport                    | Oscar Chelimo               | Leichtathletik                  |                            |
| 139     | Usbekistan                         | UZB    |                             | Zaynab Dayibekova           | Fechten                     | Ulugʻbek Rashitov               | Taekwondo                  |
| 139     | Usbekistan                         | UZB    | Abdumalik Xaloqov           | Boxen                       |                             | Ulugʻbek Rashitov               | Taekwondo                  |
| 140     | Pakistan                           | PAK    |                             | Jehanara Nabi               | Schwimmen                   | Faiqa Riaz                      | Leichtathletik             |
| 140     | Pakistan                           | PAK    | Arshad Nadeem               | Leichtathletik              |                             | Faiqa Riaz                      | Leichtathletik             |
| 141     | Palau                              | PLW    | 3                           | Sydney Francisco            | Leichtathletik              | Yuri Hosei                      | Schwimmen                  |
| 141     | Palau                              | PLW    | 3                           | Jion Hosei                  | Schwimmen                   | Jion Hosei                      | Schwimmen                  |
| 142     | Palästina                          | PLE    | 6                           | Valerie Tarazi              | Schwimmen                   | Valerie Tarazi                  | Schwimmen                  |
| 142     | Palästina                          | PLE    | 6                           | Wasim Abusal                | Boxen                       | Omar Yaser Ismail               | Taekwondo                  |
| 143     | Panama                             | PAN    |                             | Hillary Heron               | Turnen                      | Atheyna Bylon                   | Boxen                      |
| 143     | Panama                             | PAN    | Franklin Archibold          | Radsport                    | Arturo Deliser              | Leichtathletik                  |                            |
| 144     | Papua-Neuguinea                    | PNG    |                             | Georgia-Leigh Vele          | Schwimmen                   | Leonie Beu                      | Leichtathletik             |
| 144     | Papua-Neuguinea                    | PNG    | Gibson Mara                 | Taekwondo                   | Kevin Kassman               | Taekwondo                       |                            |
| 145     | Paraguay                           | PAR    |                             | Alejandra Alonso            | Rudern                      | Gabriela Narváez                | Judo                       |
| 145     | Paraguay                           | PAR    | Fabrizio Zanotti            | Golf                        |                             | Gabriela Narváez                | Judo                       |
| 146     | Niederlande                        | NED    | 245                         | Lois Abbingh                | Handball                    | Femke Bol                       | Leichtathletik             |
| 146     | Niederlande                        | NED    | 245                         | Worthy de Jong              | Basketball                  | Harrie Lavreysen                | Radsport                   |
| 147     | Peru                               | PER    |                             | María Luisa Doig            | Fechten                     | María Belén Bazo                | Segeln                     |
| 147     | Peru                               | PER    | Juan Postigos               | Judo                        | Stefano Peschiera           | Segeln                          |                            |
| 148     | Philippinen                        | PHI    |                             | Nesthy Petecio              | Boxen                       | Aira Villegas                   | Boxen                      |
| 148     | Philippinen                        | PHI    | Carlo Paalam                | Boxen                       | Carlos Yulo                 | Turnen                          |                            |
| 149     | Polen                              | POL    | 185                         | Anita Włodarczyk            | Leichtathletik              | Julia Szeremeta                 | Boxen                      |
| 149     | Polen                              | POL    | 185                         | Przemysław Zamojski         | Basketball                  | Wiktor Głazunow                 | Kanu                       |
| 150     | Puerto Rico                        | PUR    |                             | Jasmine Camacho-Quinn       | Leichtathletik              | Sebastian Rivera                | Ringen                     |
| 150     | Puerto Rico                        | PUR    | Sebastian Rivera            | Ringen                      |                             | Sebastian Rivera                | Ringen                     |
| 151     | Portugal                           | POR    | 59                          | Ana Cabecinha               | Leichtathletik              | Patrícia Sampaio                | Judo                       |
| 151     | Portugal                           | POR    | 59                          | Fernando Pimenta            | Kanu                        | Iúri Leitão                     | Radsport                   |
| 152     | Katar                              | QAT    |                             | Shahd Ashraf                | Leichtathletik              | Volunteer                       | Volunteer                  |
| 152     | Katar                              | QAT    | Mutaz Essa Barshim          | Leichtathletik              |                             | Volunteer                       | Volunteer                  |
| 153     | Nordkorea                          | PKR    |                             | Mun Song-hui                | Judo                        | Kim Mi-rae                      | Wasserspringen             |
| 153     | Nordkorea                          | PKR    | Im Yong-myong               | Wasserspringen              | Ri Se-ung                   | Ringen                          |                            |
| 154     | Rumänien                           | ROM    |                             | Ionela-Livia Cozmiuc        | Rudern                      | Mihaela Cambei                  | Gewichtheben               |
| 154     | Rumänien                           | ROM    | Marius-Vasile Cozmiuc       | Rudern                      |                             | Mihaela Cambei                  | Gewichtheben               |
| 155     | Ruanda                             | RWA    |                             | Clémentine Mukandanga       | Leichtathletik              | Clémentine Mukandanga           | Leichtathletik             |
| 155     | Ruanda                             | RWA    | Eric Manizabayo             | Radsport                    | Oscar Peyre Mitilla         | Schwimmen                       |                            |
| 156     | St. Kitts und Nevis                | SKN    |                             | Zahria Allers-Liburd        | Leichtathletik              | Naquille Harris                 | Leichtathletik             |
| 156     | St. Kitts und Nevis                | SKN    | Naquille Harris             | Leichtathletik              |                             | Naquille Harris                 | Leichtathletik             |
| 157     | St. Lucia                          | LCA    |                             | Michael Joseph              | Leichtathletik              | Volunteer                       | Volunteer                  |
| 158     | San Marino                         | SMR    | 5                           | Alessandra Gasparelli       | Leichtathletik              | Giorgia Cesarini                | Bogenschießen              |
| 158     | San Marino                         | SMR    | 5                           | Loris Bianchi               | Schwimmen                   | Myles Amine                     | Ringen                     |
| 159     | St. Vincent und die Grenadinen     | VIN    |                             | Shafiqua Maloney            | Leichtathletik              | Volunteer                       | Volunteer                  |
| 159     | St. Vincent und die Grenadinen     | VIN    | Alex Joachim                | Schwimmen                   |                             | Volunteer                       | Volunteer                  |
| 160     | Salomonen                          | SOL    | 3                           | Isabella Millar             | Schwimmen                   | Sharon Firisua                  | Leichtathletik             |
| 161     | Samoa                              | SAM    |                             | Iuniarra Sipaia             | Gewichtheben                | Samalulu Clifton                | Kanu                       |
| 161     | Samoa                              | SAM    | Don Opeloge                 | Gewichtheben                | Eroni Leilua                | Segeln                          |                            |
| 162     | Amerikanisch-Samoa                 | ASA    |                             | Filomenaleonisa Iakopo      | Leichtathletik              | Filomenaleonisa Iakopo          | Leichtathletik             |
| 162     | Amerikanisch-Samoa                 | ASA    | Micah Masei                 | Schwimmen                   |                             | Filomenaleonisa Iakopo          | Leichtathletik             |
| 163     | São Tomé und Príncipe              | STP    |                             | Gorete Semedo               | Leichtathletik              | Gorete Semedo                   | Leichtathletik             |
| 163     | São Tomé und Príncipe              | STP    | Roldeney De Oliveira        | Judo                        | Roldeney De Oliveira        | Judo                            |                            |
| 164     | Senegal                            | SEN    |                             | Combé Seck                  | Kanu                        | Combé Seck                      | Kanu                       |
| 164     | Senegal                            | SEN    | Louis François Mendy        | Leichtathletik              | Louis François Mendy        | Leichtathletik                  |                            |
| 165     | Serbien                            | SRB    |                             | Maja Ognjenović             | Volleyball                  | Zorana Arunović                 | Schießen                   |
| 165     | Serbien                            | SRB    | Dušan Mandić                | Wasserball                  | Damir Mikec                 | Schießen                        |                            |
| 166     | Seychellen                         | SEY    |                             | Khema Elizabeth             | Schwimmen                   | Dylan Sicobo                    | Leichtathletik             |
| 166     | Seychellen                         | SEY    | Dylan Sicobo                | Leichtathletik              |                             | Dylan Sicobo                    | Leichtathletik             |
| 167     | Sierra Leone                       | SLE    |                             | Mariama Koroma              | Judo                        | Joshua Wyse                     | Schwimmen                  |
| 167     | Sierra Leone                       | SLE    | Joshua Wyse                 | Schwimmen                   |                             | Joshua Wyse                     | Schwimmen                  |
| 168     | Singapur                           | SIN    |                             | Shanti Pereira              | Leichtathletik              | Stephenie Chen                  | Kanu                       |
| 168     | Singapur                           | SIN    | Ryan Lo                     | Segeln                      | Maximilian Maeder           | Segeln                          |                            |
| 169     | Slowakei                           | SVK    |                             | Zuzana Paňková              | Kanu                        | Viktória Forster                | Leichtathletik             |
| 169     | Slowakei                           | SVK    | Jakub Grigar                | Kanu                        | Taimuras Salkasanow         | Ringen                          |                            |
| 170     | Slowenien                          | SLO    |                             | Ana Gros                    | Handball                    | Pia Babnik                      | Golf                       |
| 170     | Slowenien                          | SLO    | Benjamin Savšek             | Kanu                        | Toni Vodišek                | Segeln                          |                            |
| 171     | Somalia                            | SOM    |                             | Ali Idow Hassan             | Leichtathletik              | Volunteer                       | Volunteer                  |
| 172     | Sudan                              | SUD    |                             | Rana Saadeldin              | Schwimmen                   | Yaseen Abdalla                  | Leichtathletik             |
| 172     | Sudan                              | SUD    | Yaseen Abdalla              | Leichtathletik              |                             | Yaseen Abdalla                  | Leichtathletik             |
| 173     | Südsudan                           | SSD    |                             | Lucia Moris                 | Leichtathletik              | Abraham Guem                    | Leichtathletik             |
| 173     | Südsudan                           | SSD    | Kuany Ngor Kuany            | Basketball                  |                             | Abraham Guem                    | Leichtathletik             |
| 174     | Sri Lanka                          | SRI    |                             | Dilhani Lekamge             | Leichtathletik              | Dilhani Lekamge                 | Leichtathletik             |
| 174     | Sri Lanka                          | SRI    | Viren Nettasinghe           | Badminton                   | Viren Nettasinghe           | Badminton                       |                            |
| 175     | Schweden                           | SWE    |                             | Josefin Olsson              | Segeln                      | Tara Babulfath                  | Judo                       |
| 175     | Schweden                           | SWE    | Peder Fredricson            | Reiten                      | Anton Dahlberg              | Segeln                          |                            |
| 176     | Schweiz                            | SUI    |                             | Nina Christen               | Schießen                    | Julie Derron                    | Triathlon                  |
| 176     | Schweiz                            | SUI    | Nino Schurter               | Radsport                    | Roman Mityukov              | Schwimmen                       |                            |
| 177     | Suriname                           | SUR    | 5                           | Kaelyn Djoparto             | Schwimmen                   | Jaïr Tjon En Fa                 | Radsport                   |
| 177     | Suriname                           | SUR    | 5                           | Irvin Hoost                 | Schwimmen                   | Jaïr Tjon En Fa                 | Radsport                   |
| 178     | Syrien                             | SYR    |                             | Alisar Youssef              | Leichtathletik              | Volunteer                       | Volunteer                  |
| 178     | Syrien                             | SYR    | Amre Hamcho                 | Reiten                      |                             | Volunteer                       | Volunteer                  |
| 179     | Tadschikistan                      | TJK    |                             | Midschgona Samadowa         | Boxen                       | Munira Abdussalomowa            | Taekwondo                  |
| 179     | Tadschikistan                      | TJK    | Temur Rahimow               | Judo                        | Dawlat Boltajew             | Boxen                           |                            |
| 180     | Chinesisch Taipeh                  | TPE    |                             | Tai Tzu-ying                | Badminton                   | Lin Yu-ting                     | Boxen                      |
| 180     | Chinesisch Taipeh                  | TPE    | Sun Chen                    | Breaking                    | Yang Chun-han               | Leichtathletik                  |                            |
| 181     | Tansania                           | TAN    |                             | Sophia Latiff               | Schwimmen                   | Sophia Latiff                   | Schwimmen                  |
| 181     | Tansania                           | TAN    | Andrew Thomas Mlugu         | Judo                        | Collins Saliboko            | Schwimmen                       |                            |
| 182     | Tschad                             | CHA    | 3                           | Demos Memneloum             | Judo                        | Demos Memneloum                 | Judo                       |
| 182     | Tschad                             | CHA    | 3                           | Israel Madaye               | Bogenschießen               | Valentin Betoudji               | Leichtathletik             |
| 183     | Tschechien                         | CZE    |                             | Marie Horáčková             | Bogenschießen               | Nikola Ogrodníková              | Leichtathletik             |
| 183     | Tschechien                         | CZE    | Lukáš Krpálek               | Judo                        | Martin Fuksa                | Kanu                            |                            |
| 184     | Thailand                           | THA    |                             | Vareeraya Sukasem           | Skateboard                  | Janjaem Suwannapheng            | Boxen                      |
| 184     | Thailand                           | THA    | Puripol Boonson             | Leichtathletik              | Weeraphon Wichuma           | Gewichtheben                    |                            |
| 185     | Osttimor                           | TLS    | 4                           | Ana Belo                    | Taekwondo                   | Ana Belo                        | Taekwondo                  |
| 185     | Osttimor                           | TLS    | 4                           | Jolanio Guterres            | Schwimmen                   | Manuel Ataide                   | Leichtathletik             |
| 186     | Togo                               | TOG    | 5                           | Naomi Akakpo                | Leichtathletik              | Akoko Komlanvi                  | Rudern                     |
| 186     | Togo                               | TOG    | 5                           | Eloi Adjavon                | Triathlon                   | Akoko Komlanvi                  | Rudern                     |
| 187     | Tonga                              | TON    | 4                           | Fe’ofa’aki ‘Epenisa         | Boxen                       | Fe’ofa’aki ‘Epenisa             | Boxen                      |
| 187     | Tonga                              | TON    | 4                           | Alan Uhi                    | Schwimmen                   | Maleselo Fukofuka               | Leichtathletik             |
| 188     | Trinidad und Tobago                | TRI    |                             | Michelle-Lee Ahye           | Leichtathletik              | Leah Bertrand                   | Leichtathletik             |
| 188     | Trinidad und Tobago                | TRI    | Dylan Carter                | Schwimmen                   |                             | Leah Bertrand                   | Leichtathletik             |
| 189     | Tunesien                           | TUN    |                             | Khadija Krimi               | Rudern                      | Marwa Bouzayani                 | Leichtathletik             |
| 189     | Tunesien                           | TUN    | Salim Jemai                 | Kanu                        | Karem Ben Hnia              | Gewichtheben                    |                            |
| 190     | Türkei                             | TUR    |                             | Busenaz Sürmeneli           | Boxen                       | Buse Naz Çakıroğlu              | Boxen                      |
| 190     | Türkei                             | TUR    | Mete Gazoz                  | Bogenschießen               | Taha Akgül                  | Ringen                          |                            |
| 191     | Turkmenistan                       | TKM    |                             | Maysa Pardayeva             | Judo                        | Serdar Rahymow                  | Judo                       |
| 191     | Turkmenistan                       | TKM    | Serdar Rahymow              | Judo                        |                             | Serdar Rahymow                  | Judo                       |
| 192     | Tuvalu                             | TUV    |                             | Temalini Manatoa            | Leichtathletik              | Temalini Manatoa                | Leichtathletik             |
| 192     | Tuvalu                             | TUV    | Karalo Maibuca              | Leichtathletik              | Karalo Maibuca              | Leichtathletik                  |                            |
| 193     | Ukraine                            | UKR    |                             | Elina Switolina             | Tennis                      | Ljudmyla Lusan                  | Kanu                       |
| 193     | Ukraine                            | UKR    | Mychajlo Romantschuk        | Schwimmen                   | Parwis Nassibow             | Ringen                          |                            |
| 194     | Uruguay                            | URU    |                             | María Sara Grippoli         | Taekwondo                   | Dolores Moreira                 | Segeln                     |
| 194     | Uruguay                            | URU    | Emiliano Lasa               | Leichtathletik              | Matias Otero                | Kanu                            |                            |
| 195     | Vanuatu                            | VAN    | 6                           | Priscila Tommy              | Tischtennis                 | Priscila Tommy                  | Tischtennis                |
| 195     | Vanuatu                            | VAN    | 6                           | Hugo Cumbo                  | Judo                        | Hugo Cumbo                      | Judo                       |
| 196     | Venezuela                          | VEN    |                             | Yulimar Rojas               | Leichtathletik              | Anyelin Venegas                 | Gewichtheben               |
| 196     | Venezuela                          | VEN    | Julio Mayora                | Gewichtheben                | Julio Mayora                | Gewichtheben                    |                            |
| 197     | Amerikanische Jungferninseln       | ISV    | 5                           | Natalia Kuipers             | Schwimmen                   | Rikkoi Brathwaite               | Leichtathletik             |
| 197     | Amerikanische Jungferninseln       | ISV    | 5                           | Kruz Schembri               | Fechten                     | Rikkoi Brathwaite               | Leichtathletik             |
| 198     | Britische Jungferninseln           | IVB    | 4                           | Adaejah Hodge               | Leichtathletik              | Eduardo Garcia                  | Leichtathletik             |
| 198     | Britische Jungferninseln           | IVB    | 4                           | Thad Lettsome               | Segeln                      | Eduardo Garcia                  | Leichtathletik             |
| 199     | Vietnam                            | VIE    |                             | Đỗ Thị Ánh Nguyệt           | Bogenschießen               | Volunteer                       | Volunteer                  |
| 199     | Vietnam                            | VIE    | Lê Đức Phát                 | Badminton                   |                             | Volunteer                       | Volunteer                  |
| 200     | Jemen                              | YEM    |                             | Samer al-Yafaee             | Leichtathletik              | Yasameen al-Raimi               | Schießen                   |
| 200     | Jemen                              | YEM    | Yusuf Nasser                | Samer al-Yafaee             | Leichtathletik              | Schwimmen                       |                            |
| 201     | Sambia                             | ZAM    |                             | Margret Tembo               | Boxen                       | Muzala Samukonga                | Leichtathletik             |
| 201     | Sambia                             | ZAM    | Muzala Samukonga            | Leichtathletik              |                             | Muzala Samukonga                | Leichtathletik             |
| 202     | Simbabwe                           | ZIM    |                             | Paige van der Westhuizen    | Schwimmen                   | Rutendo Nyahora                 | Leichtathletik             |
| 202     | Simbabwe                           | ZIM    | Makanakaishe Charamba       | Leichtathletik              | Isaac Mpofu                 | Leichtathletik                  |                            |
| 203     | Australien                         | AUS    |                             | Jessica Fox                 | Kanu                        | Kaylee McKeown                  | Schwimmen                  |
| 203     | Australien                         | AUS    | Eddie Ockenden              | Hockey                      | Matthew Wearn               | Segeln                          |                            |
| 204     | Vereinigte Staaten                 | USA    |                             | Coco Gauff                  | Tennis                      | Katie Ledecky                   | Schwimmen                  |
| 204     | Vereinigte Staaten                 | USA    | LeBron James                | Basketball                  | Nick Mead                   | Rudern                          |                            |
| 205     | Frankreich                         | FRA    | 547                         | Florent Manaudou            | Schwimmen                   | Pauline Ferrand-Prévot          | Radsport                   |
| 205     | Frankreich                         | FRA    | 547                         | Mélina Robert-Michon        | Leichtathletik              | Antoine Dupont                  | Rugby                      |

## Nach Sportarten
| Sportart                   | Eröffnungsfeier | Anzahl | Schlussfeier | Anzahl |
| -------------------------- | --- | ------ | --- | ------ |
| Badminton                  | Guatemala Indien Sri Lanka Myanmar Nigeria El Salvador Chinesisch Taipeh Vietnam | 8      | Myanmar Sri Lanka | 2      |
| Basketball                 | Belgien Deutschland Griechenland Lettland Niederlande Polen Sudsudan Vereinigte Staaten | 8      | |        |
| Beachvolleyball            | Lettland Norwegen | 2      | Brasilien Brasilien | 2      |
| Breaking                   | Japan Chinesisch Taipeh | 2      | Japan Litauen Marokko | 3      |
| Bogenschießen              | Bangladesch Tschechien Estland Guinea-a Moldau Republik Moldau Republik Palastina Autonomiegebiete Tschad Turkei Vietnam | 10     | Estland Guinea-a San Marino | 3      |
| Boxen                      | Armenien Aserbaidschan Bulgarien Kongo Demokratische Republik Kap Verde Kuba Refugee Olympic Team Kasachstan Mali Mongolei Mosambik Philippinen Philippinen Tadschikistan Tonga Turkei Usbekistan Sambia | 18     | Algerien Kap Verde Kongo Demokratische Republik Korea Sud Haiti Mali Mexiko Mosambik Panama Philippinen Polen Tadschikistan Chinesisch Taipeh Thailand Tonga Turkei | 16     |
| Fechten                    | Hongkong Italien Kuwait Japan Peru Usbekistan Jungferninseln Amerikanische | 7      | Italien | 1      |
| Fußball                    | Guinea-a | 1      | |        |
| Gewichtheben               | Kanada Agypten Ecuador Georgien Irak Kiribati Libyen Madagaskar Marshallinseln Samoa Samoa Venezuela | 12     | China Volksrepublik Dominikanische Republik Agypten Indonesien Irak Kiribati Madagaskar Marshallinseln Mongolei Norwegen Rumänien Thailand Tunesien Venezuela Venezuela | 15     |
| Golf                       | Irland Marokko Paraguay | 3      | Malaysia Slowenien | 2      |
| Handball                   | Angola Danemark Niederlande Norwegen Ungarn Slowenien | 6      | |        |
| Hockey                     | Australien Argentinien | 2      | China Volksrepublik Indien | 2      |
| Judo                       | Algerien Osterreich Aserbaidschan Burundi Benin Bosnien und Herzegowina Zentralafrikanische Republik Kamerun Kap Verde Kuba Tschechien Estland Gambia Indonesien Kirgisistan Kiribati Kosovo Kosovo Deutschland Haiti Kroatien Ungarn Nicaragua Nepal Israel Peru Korea Nord Sierra Leone Sao Tome und Principe Tschad Tadschikistan Turkmenistan Turkmenistan Tansania Vanuatu | 34     | Angola Burundi Kamerun Malta Paraguay Portugal Sao Tome und Principe Schweden Tschad Turkmenistan Vanuatu | 11     |
| Kanu                       | Andorra Australien Osterreich Brasilien Portugal Senegal Spanien Slowakei Slowakei Slowenien Tunesien | 11     | Deutschland Kuba Ungarn Moldau Republik Neuseeland Neuseeland Polen Samoa Senegal Singapur Tschechien Ukraine Uruguay | 13     |
| Leichtathletik             | Griechenland Afghanistan Andorra Algerien Samoa Amerikanisch Antigua und Barbuda Benin Bosnien und Herzegowina Belize Bahamas Bahamas Barbados Bermuda Bolivien Bhutan Burkina Faso Burkina Faso Botswana Kanada Kambodscha Kamerun Kongo Demokratische Republik Cookinseln Kolumbien Komoren Kongo Republik Costa Rica Elfenbeinküste Zypern Republik Zypern Republik Dominikanische Republik Dschibuti Dschibuti Dominica Dominica Ecuador Athiopien Frankreich Gabun Gambia Ghana Ghana Äquatorialguinea Grenada Guyana Irland Italien Jamaika Kasachstan Kenia Korea Sud Laos Lesotho Saint Lucia Luxemburg Malediven Marshallinseln Nordmazedonien Mongolei Mauretanien Malawi Niger Nigeria Nauru Oman Oman Pakistan Palau Polen Portugal Puerto Rico Ruanda Sudafrika Senegal Seychellen Singapur Saint Kitts Nevis Saint Kitts Nevis San Marino Somalia Sudsudan Sao Tome und Principe Sudan Syrien Sri Lanka Katar Katar Thailand Togo Trinidad und Tobago Tuvalu Tuvalu Uruguay Guam Venezuela Jungferninseln Britische Saint Vincent Grenadinen Jemen Sambia Simbabwe | 101    | Griechenland Refugee Olympic Team Afghanistan Algerien Andorra Antigua und Barbuda Saudi-Arabien Bahamas Belgien Belize Benin Bhutan Bolivien Bolivien Botswana Botswana Burkina Faso Burkina Faso Kambodscha Kap Verde Kamerun Kanada Zentralafrikanische Republik Komoren Kongo Republik Costa Rica Elfenbeinküste Dschibuti Dominikanische Republik Dominica Ecuador Eritrea Eritrea Spanien Spanien Estland Eswatini Athiopien Athiopien Finnland Gabun Gambia Ghana Ghana Grenada Grenada Guatemala Guyana Guyana Haiti Jamaika Japan Kosovo Lesotho Lesotho Lettland Liberia Luxemburg Namibia Nauru Nepal Nicaragua Niger Nigeria Uganda Pakistan Panama Papua-Neuguinea Niederlande Ruanda Saint Kitts Nevis Salomonen Samoa Amerikanisch Sao Tome und Principe Senegal Seychellen Slowakei Sudsudan Sudan Sri Lanka Chinesisch Taipeh Tschad Tschechien Osttimor Tonga Trinidad und Tobago Tunesien Tuvalu Tuvalu Jungferninseln Britische Jungferninseln Amerikanische Sambia Simbabwe Simbabwe | 92     |
| Moderner Fünfkampf         | Agypten Mexiko | 2      | Agypten | 1      |
| Radsport                   | Afghanistan Kolumbien Costa Rica Vereinigte Arabische Emirate Eritrea Indonesien Liechtenstein Mauritius Namibia Namibia Neuseeland Uganda Panama Ruanda Schweiz | 15     | Afghanistan Argentinien Aruba Kolumbien Costa Rica Hongkong Lettland Niederlande Portugal Frankreich | 10     |
| Reiten                     | Belgien Litauen Marokko Vereinigte Arabische Emirate Saudi-Arabien Schweden Syrien | 7      | |        |
| Rhythmische Sportgymnastik | |        | Aserbaidschan Bulgarien Zypern Republik Israel Kasachstan Laos | 6      |
| Ringen                     | Albanien Guinea-Bissau Honduras Guam Puerto Rico | 5      | Albanien Armenien Bahrain Bulgarien Kuba Danemark Ecuador Georgien Guam Guinea-Bissau Honduras Kirgisistan Kirgisistan Moldau Republik Mongolei Puerto Rico Korea Nord San Marino Slowakei Turkei Ukraine | 21     |
| Rudern                     | Chile Vereinigtes Konigreich Kuwait Liberia Paraguay Rumänien Rumänien Tunesien | 8      | Bermuda Iran Irland Monaco Uganda Togo Vereinigte Staaten | 7      |
| Rugby                      | Brasilien Fidschi | 2      | Frankreich | 1      |
| Schießen                   | Schweiz Finnland Guatemala Island Georgien Kroatien Malta | 7      | Guatemala Indien Serbien Serbien Jemen | 5      |
| Schwimmen                  | Aruba Aruba Albanien Armenien Samoa Amerikanisch Burundi Bangladesch Kambodscha Barbados Brunei Brunei Bolivien Bulgarien Bahrain Bahrain Bhutan Botswana Zentralafrikanische Republik Cayman Islands Kongo Republik Cookinseln Komoren Eritrea Athiopien Frankreich Mikronesien Foderierte Staaten Mikronesien Foderierte Staaten Gabun Äquatorialguinea Grenada Hongkong Honduras Jamaika Kirgisistan Korea Sud Laos Libanon Libyen Liberia Malta Myanmar Mosambik Mauretanien Monaco Monaco Mali Malawi Nicaragua Pakistan Palastina Autonomiegebiete Palau Papua-Neuguinea Sierra Leone El Salvador Israel Seychellen Salomonen San Marino Sudan Suriname Suriname Eswatini Eswatini Osttimor Tonga Trinidad und Tobago Tansania Uganda Ukraine Saint Vincent Grenadinen Jungferninseln Amerikanische Simbabwe | 72     | Sudafrika Benin Bosnien und Herzegowina Brunei Kambodscha Kanada Zentralafrikanische Republik Komoren Cookinseln Danemark Fidschi Gabun Guinea-a Honduras Ungarn Irland Italien Kosovo Madagaskar Malediven Malediven Mali Marshallinseln Monaco Myanmar Namibia Palau Palau Palastina Autonomiegebiete Ruanda Sierra Leone Schweiz Tansania Tansania Jemen Australien Vereinigte Staaten | 37     |
| Segeln                     | Bermuda Cayman Islands Danemark Spanien Finnland Fidschi Malaysia Montenegro Neuseeland Singapur Schweden Jungferninseln Britische Litauen | 13     | Argentinien Aruba Osterreich Osterreich Chile Israel Mauritius Mosambik Peru Peru Samoa Singapur Slowenien Schweden Uruguay Australien | 16     |
| Skateboard                 | Thailand | 1      | |        |
| Sportklettern              | |        | |        |
| Surfen                     | |        | |        |
| Synchronschwimmen          | China Volksrepublik | 1      | Griechenland Mexiko | 2      |
| Taekwondo                  | Elfenbeinküste Refugee Olympic Team Jordanien Jordanien Libanon Lesotho Nordmazedonien Niger Papua-Neuguinea Saudi-Arabien Osttimor Uruguay | 12     | Refugee Olympic Team Saudi-Arabien Aserbaidschan Chile Elfenbeinküste Korea Sud Kroatien Kroatien Fidschi Gambia Hongkong Iran Jordanien Jordanien Kasachstan Libanon Marokko Niger Usbekistan Palastina Autonomiegebiete Papua-Neuguinea Tadschikistan Osttimor | 23     |
| Tennis                     | Chile Montenegro Ukraine Vereinigte Staaten | 4      | |        |
| Tischtennis                | China Volksrepublik Guyana Indien Iran Luxemburg Madagaskar Malediven Nepal Vanuatu | 9      | Vanuatu | 1      |
| Trampolinturnen            | |        | Vereinigtes Konigreich | 1      |
| Triathlon                  | Island Mauritius Togo | 3      | Deutschland Barbados Vereinigtes Konigreich Schweiz | 4      |
| Turnen                     | Dominikanische Republik Sudafrika Haiti Iran Panama | 5      | Philippinen | 1      |
| Volleyball                 | Argentinien Kenia Serbien | 3      | |        |
| Wasserball                 | Serbien | 1      | |        |
| Wasserspringen             | Vereinigtes Konigreich Malaysia Mexiko Korea Nord | 4      | Korea Nord | 1      |

## Ausschluss startender Athleten
Im März 2024 entschied das IOC, dass Athleten aus Russland und Belarus, die unter der Bezeichnung Individuelle Neutrale Athleten an den Start gehen, nicht an der Eröffnungsfeier teilnehmen dürfen. 25 Athleten (14 Russen und 11 Belarussen) wurden für die Wettkämpfe zugelassen und waren vom Ausschluss der Zeremonie betroffen. Grund ist der russische Angriffskrieg in der Ukraine. Eine Teilnahme an der Abschlussfeier wurde später gestattet, unter der Auflage, keine Nationalsymbole zeigen zu dürfen. Auch die Flagge der AIN kam bei der Zeremonie nicht zum Einsatz.